# Diadasia martialis
Diadasia martialis là một loài Hymenoptera trong họ Apidae. Loài này được Timberlake mô tả khoa học năm 1940.